# Uni-Login
Uni-Login er et digitalt identifikationssystem udviklet af Styrelsen for It og Læring (STIL) under Børne- og Undervisningsministeriet. Systemet anvendes i den danske uddannelsessektor til at give elever, lærere og administrative medarbejdere sikker adgang til en række digitale læringsplatforme og administrative systemer. Uni-Login benyttes primært i folkeskolen, gymnasier og erhvervsuddannelser, hvor det fungerer som en fælles login-løsning til tjenester som Aula (platform), Meebook, MinUddannelse og en række nationale prøver og tests.
Den nuværende udgave af Uni-Login blev introduceret i 2020, som en del af en bredere digitaliseringsstrategi for undervisningssektoren i Danmark. Systemet er designet til at forenkle brugeradgangen og reducere behovet for flere forskellige loginoplysninger på tværs af platforme. Med tiden er Uni-Login blevet en central del af digitaliseringen af det danske uddannelsessystem og bruges i dag af hundredtusindvis af elever og undervisere dagligt.
For at øge sikkerheden har Uni-Login gennemgået flere opdateringer, herunder implementeringen af to-faktor-godkendelse for visse brugergrupper samt integration med NemID og senere MitID for lærere og skoleledere. Systemet administreres centralt af STIL, men skolernes IT-afdelinger har mulighed for at oprette og administrere brugere lokalt gennem en selvbetjeningsportal.

## Anvendelse
Uni-Login anvendes bredt i det danske uddannelsessystem og fungerer som den primære autentifikationsløsning for elever, lærere og administrative medarbejdere i grundskolen, ungdomsuddannelserne og visse videregående uddannelser. Systemet giver adgang til en række digitale tjenester, herunder læringsplatforme, administrative systemer og nationale prøver. Det er designet til at forenkle brugernes adgang til undervisningsrelaterede systemer, samtidig med at det sikrer datasikkerhed og overholdelse af persondataforordningen (GDPR).

### I grundskolen
I folkeskolen bruges Uni-Login af elever og lærere til at få adgang til undervisningsmateriale, kommunikationsplatforme og prøvesystemer. Platforme som Aula, MinUddannelse og Meebook integrerer Uni-Login som en del af deres adgangskontrol. Derudover benyttes Uni-Login i forbindelse med de nationale test, hvor elever identificerer sig digitalt for at gennemføre prøverne.
Ud over læringsplatforme benyttes Uni-Login også til biblioteksadgang via Bibliotek.dk og lokale skolebibliotekssystemer.
Lærere og pædagoger anvender Uni-Login til planlægning og kommunikation. Eksempelvis kan lærere logge ind på Aula for at kommunikere med elever og forældre, oprette ugeplaner og dele lektier. Ligeledes anvendes Uni-Login i skoleadministrative systemer, hvor det muliggør nem adgang til elevdata, karaktergivning og fraværsregistrering.

### I administration og ledelse
For skoleledere, IT-administratorer og andre administrative medarbejdere bruges Uni-Login til administration af brugerrettigheder og adgange til forskellige systemer. Systemet giver mulighed for at oprette nye brugere, nulstille adgangskoder og administrere tilladelser via en central administrationsportal, hvilket gør det lettere for skoler at håndtere store brugergrupper.
Sikkerhed er et centralt fokus i Uni-Login-systemet. Der er implementeret forskellige sikkerhedsforanstaltninger, herunder krav om stærke adgangskoder, muligheden for to-faktor-godkendelse for ansatte og regelmæssige sikkerhedsopdateringer.